# Ernst Förstemann

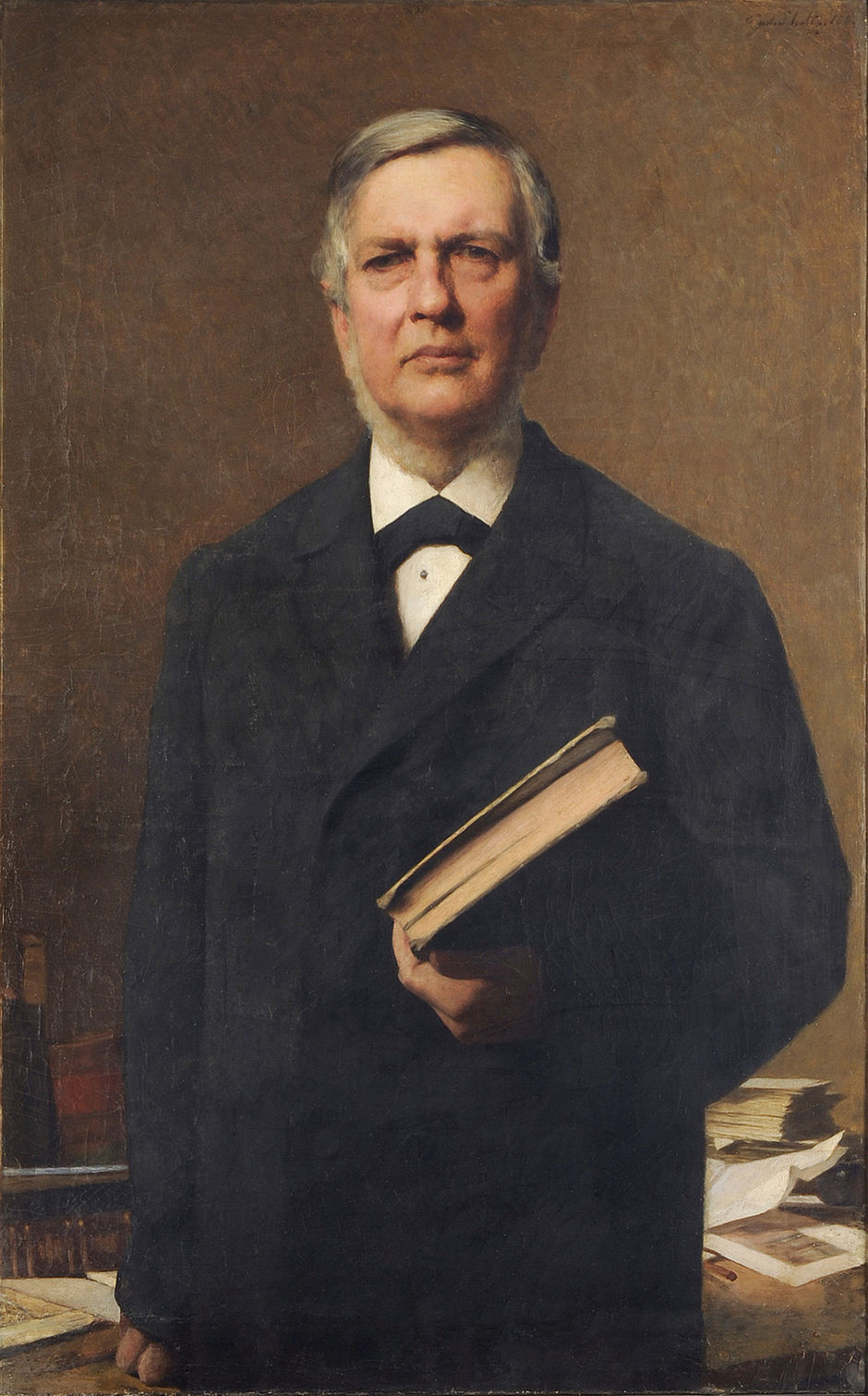
Ernst Förstemann, Gemälde von Julius Scholtz

Ernst Wilhelm Förstemann (* 18. September 1822 in Danzig; † 4. November 1906 in Charlottenburg) war ein deutscher Archivar, Bibliothekar und Historiker sowie Sprachwissenschaftler und Namenforscher.

## Leben und Schaffen
Ernst Förstemann war Sohn des Wilhelm August Förstemann, Gymnasialprofessor für Mathematik in Danzig, und besuchte bis 1840 das dortige Gymnasium. Sein Vater, welcher sechs Kinder zeugte, verstarb bereits 1836. Seit seinem sechsten Lebensjahr litt Förstemann an einer Schwäche des Auges aufgrund einer fieberhaften Krankheit. Bis 1844 studierte er vergleichende Sprachwissenschaften an der damaligen Berliner Friedrich-Wilhelms-Universität, jetzt Humboldt-Universität Berlin und promovierte im gleichen Jahr in Halle (Saale). Von 1845 bis 1851 war er als Lehrer am Gymnasium seiner Heimatstadt tätig und ging anschließend nach Wernigerode. Interessant ist, dass es der ehemalige Turnlehrer von Förstemann war, der ihn für die deutsche Sprache, insbesondere für das Mittelhochdeutsche, zu begeistern vermochte.
In Wernigerode wirkte Förstemann als Lehrer am Lyzeum und war gleichzeitig als Archivar und Bibliothekar im Gebäude der Orangerie tätig (siehe Fürst zu Stolberg-Wernigerodesche Bibliothek). 1865 übernahm er die Leitung der Königlichen Bibliothek in Dresden. 1887 wurde er zum Geheimen Hofrat ernannt und übernahm die Leitung der Privatbibliothek von König Albert sowie die der Prinzlichen Sekundogeniturbibliothek in Dresden. Eine besondere Ehrung wurde ihm durch die Aufnahme in den sogenannten Dresdner Fürstenzug zuteil. Zwischen 1887 und 1897 konnte Förstemann den Kalenderteil des Codex Dresdensis entschlüsseln.
Mit seinem Altdeutschen Namenbuch (1856–1859) gilt Förstemann als Begründer der deutschen Namenforschung und durch sein Werk Die deutschen Ortsnamen (1863) zum Begründer einer systematischen deutschen Ortsnamenkunde. Mit seinem Plädoyer für die Nutzung der «numerischen Methode» (gemeint ist die Sprachstatistik) und den statistischen Erhebungen unterschiedlicher sprachlicher Phänomene (Laute, grammatische Phänomene, Namen) ist Förstemann einer der Wegbereiter der Sprachstatistik und damit der Quantitativen Linguistik. Neben zahlreichen sprachwissenschaftlichen Aufsätzen über die vergleichende Sprachforschung trat er durch Veröffentlichungen auf dem Gebiet des Bibliothekswesens sowie der Mayaforschung hervor. Er prägte den Begriff der Volksetymologie, der sich über den deutschen Sprachraum hinaus etablierte.
Im Dezember 1898 trat Ernst Förstemann in den Ruhestand und ließ sich in Charlottenburg nieder. Dort starb er im Alter von 84 Jahren und wurde auf dem Luisenfriedhof III beigesetzt.

## Schriften (Auswahl)
- Das nördliche Pommerellen und seine Alterthümer. In: Preußische Provinzial-Blätter. Band 9, Königsberg 1850, S. 254–275.
- Altdeutsches Namenbuch. 2 Bände (I: Personennamen; II: Orts- und sonstige geographische namen) 1856–1859; 2. Auflage (Altdeutsches Namenbuch) Bonn 1900 (Band 1. Personennamen: teilweise online); Band II in 3. Auflage in zwei Bänden hrsg. von Hermann Jellinghaus, Bonn 1913–1916; Neudruck (aller Teile) München/Hildesheim 1966–1967. 1968 erschien in München ein Ergänzungsband Altdeutsche Personennamen von Hennning Kaufmann.
- Die deutschen Ortsnamen. Nordhausen 1863; Neudruck Walluf bei Wiesbaden 1973.
- Über die Gräflich Stolbergische Bibliothek zu Wernigerode. 1866.
- Mitteilungen der königlichen öffentlichen Bibliothek zu Dresden. 1866 ff.
- Geschichte des deutschen Sprachstammes. 2 Bände. 1874–1875 (Nachdruck 1966).
- Die Verbindung zwischen den deutschen Bibliotheken. In: Zentralblatt für Bibliothekswesen. Jg. 1, 1884, S. 6–12 (Digitalisat).
- Systematische, alphabetische, chronologische Anordnung. In: Centralblatt für Bibliothekswesen. Jg. 1, 1884, Heft 8, S. 293–303 (Digitalisat).
- Der Maya-Apparat in Dresden. In: Centralblatt für Bibliothekswesen. Jg. 2, 1885, S. 181–192 (Digitalisat).
- Graf Christian Ernst zu Stolberg-Wernigerode. Hannover 1886.
- Die Bibliotheksdiener. In: Centralblatt für Bibliothekswesen. Jg. 3, 1886, S. 190–196. (Digitalisat)
- Mitteilungen aus der Verwaltung der Königl. öffentlichen Bibliothek zu Dresden in den Jahren 1881–1885. In: Centralblatt für Bibliothekswesen. Jg. 3, 1886, S. 319–331.(Digitalisat)
- Erläuterungen zur Maya-Handschrift der Königlichen Öffentlichen Bibliothek Dresden. Dresden 1886 Digitalisat.
- Bedarf und Mittel der Bibliotheken. In: Centralblatt für Bibliothekswesen. Jg. 4, 1887, S. 97–106 (Digitalisat).
- Wörterbücher und Bibliotheken. In: Zentralblatt für Bibliothekswesen. Jg. 6, 1889, S. 448–451 (online).
- Zur Entzifferung der Mayahandschriften. 7 Bände. 1887–1898.
- Zur Geschichte der Bücher-Sammlungen in der Grafschaft Wernigerode bis zum Dreißigjährigen Kriege, insbesondere der Sammlung Graf Wolfgang Ernst zu Stolberg (angelegt von etwa 1569–1606). o. J. (Manuskript).
- Eine historische Maya-Inschrift. In: Globus. Band 81, Nr. 10, 1902, S. 150–153.